# Pavel Sadyrin
Pavel Fëdorovič Sadyrin (in russo Павел Фёдорович Садырин?; Perm', 18 settembre 1942 – Mosca, 1º dicembre 2001) è stato un allenatore di calcio e calciatore sovietico, dal 1991 russo, di ruolo centrocampista.

## Carriera
Da giocatore ha debuttato nel 1959 con lo Zvezda Perm, giocando 5 campionati per poi passare allo Zenit San Pietroburgo, fino al 1975.
Da allenatore allenò lo Zenit fino al 1987 (ritornò nel 1995), per poi essere ingaggiato più volte dal CSKA Mosca (1989-1992, 1997-1998 e 2000-2001) e dal Rubin Kazan (1998-1999).
È stato il primo CT della Nazionale russa dopo lo scioglimento dell'Unione Sovietica, portandola alla fase finale dei Mondiali 1994, in cui venne eliminata al primo turno da Brasile e Svezia.

## Palmarès

### Allenatore

#### Competizioni nazionali
- Campionato sovietico: 2

Zenit: 1984
CSKA Mosca: 1991
- Coppa dell'Unione Sovietica: 1

CSKA Mosca: 1990-1991
- Supercoppa dell'URSS: 1

Zenit: 1985
- Pervaja Liga: 1

CSKA Mosca: 1989